# Mathias Hafele
Mathias Hafele, avstrijski smučarski skakalec, * 23. december 1983, St. Jakob, Arlberg.
Prvič je v svetovnem pokalu nastopil v sezoni 2002/03 in že takoj, nekoliko presenetljivo, osvojil 2. mesto na prvi tekmi v Engelbergu, zasostal pa je samo za Fincem Jannejem Ahonenom. Na drugi tekmi je osvojil 18. mesto. Nato je dobil priložnost nastopiti tudi na Novoletni turneji, kjer pa se ni ravno izkazal, na prvo tekmo turneje v Oberstdorfu se sploh ni uvrstil.
Nato se je vrnil v kontinentalni pokal, priložnost pa je dobival le še na avstrijskem delu Novoletnih turnej. V kontinentalnem pokalu je osvojil 3. mesto v sezoni 2005/06.